# Palácio Real de Aranjuez
O Palácio Real de Aranjuez é uma das residências do Rei de Espanha. Fica situado no Real Sítio e Vila de Aranjuez, na Comunidade de Madrid, a cerca de 20 km. da capital espanhola, sendo gerido e mantido pelo Património Nacional. O complexo é constituído, para além do palácio, por um vasto conjunto de parques integrados na cidade que se desenvolvem em volta dele. Está situado nas margens do rio Tejo.
Em 2001 este ambiente foi declarado Paisagem Cultural Património da Humanidade pela UNESCO, integrado no sítio Paisagem Cultural de Aranjuez.

## História

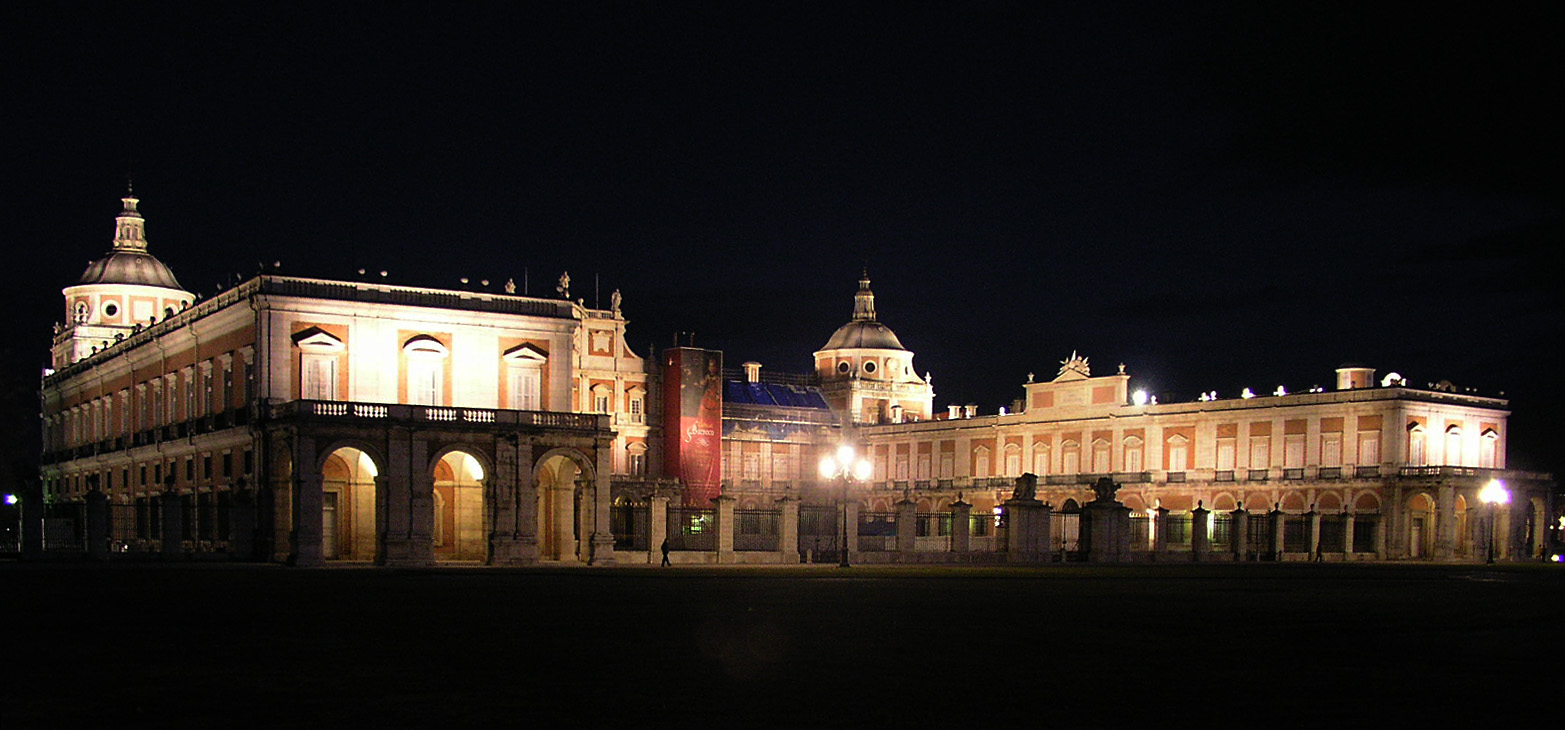
Vista nocturna do Palácio Real de Aranjuez.

As origens do Palácio Real de Aranjuez remontam ao reinado de Filipe II. Foi este monarca quem o mandou edificar, em 1561, sendo os planos definitivos da autoria de Juan Bautista de Toledo, o arquitecto do El Escorial. Quando Toledo faleceu, em 1567, o seu discípulo Juan de Herrera foi encarregado de rematar a obra. Depois da conclusão de uma parte do palácio, o projecto foi abandonado até ao reinado de Filipe V, o primeiro rei da Casa de Bourbon. Poucos anos depois de se concluir o projecto segundo os planos originais, o palácio sofreu um incêndio. Foi então que o filho de Filipe V, Fernando VI, encarregou o arquietecto Santiago Bonavía da sua reconstrução, o qual respeitou a estética do edifício, embora tenha introduzido algumas alterações que ainda hoje são visíveis. Com Carlos III o palácio sofreu a última grande intervenção. Este rei encarregou Sabatini de ampliar o palácio, tendo este construído duas novas alas na fachada principal, criando assim um amplo pátio de armas semelhante à do Palacio Real de Madrid. O palácio adquiriu, assim, o aspecto que se pode observar na actualidade.

## Arquitetura

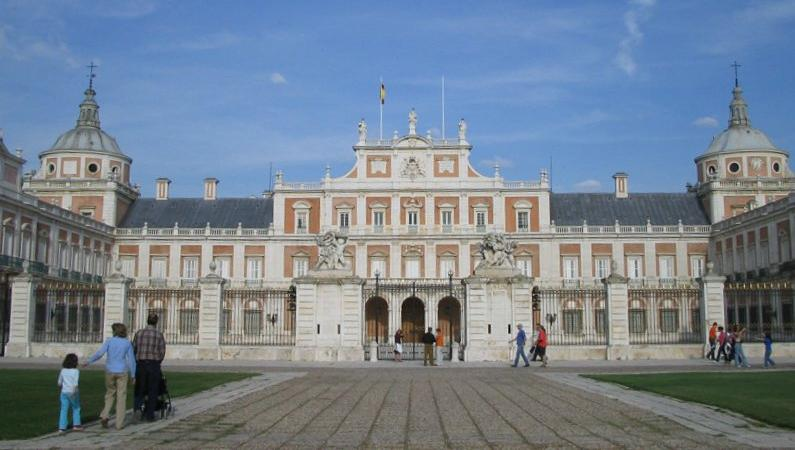
O Palácio Real de Aranjuez.

A decoração exterior do palácio, à base de modestos ladrilhos e pedra calcária, produzem um constraste vistoso. As fachadas são bastante regulares e estão coroadas por uma balaustrada. O corpo central da fachada principal destaca-se do resto do edifício e é decorado com um frontão que alberga o escudo Real, coroando o conjunto com as estátuas dos três reis que intervieram na construção do palácio.

### Interiores
Numas das alas mandadas construir por Carlos III foi instalada a capela, com frescos de F.Bayeu, enquanto na outra foi disposto um grande salão de baile.
Nos interiores, merece destaque o Salão do Trono, decorado com veludo encarnado. Próximo dele encontra-se o exuberante Gabinete de Porcelana, um prodígio das artes decorativas. A totalidade das paredes e dos tectos apresenta uma riquíssima ornamentação de porcelana em relevo, mistura de estilo rococó e chinês. Foi realizada por Giuseppe Gricci entre 1763 e 1765 por encomenda de Carlos III, representando a obra cimeira da Real Fábrica de Porcelanas do Bom Retiro, actualmente desaparecida.
Bonavia foi também o autor da magnífica escadaria de estilo imperial, com uma formosa balaustrada rococó em ferraria e dourados, a qual é um verdadeiro labirinto com múltiplas rampas de acesso.
Outras salas a destacar são: a Sala de Jantar de Gala, o Salão de Baile, o Quarto da Rainha, o Oratório, coberto por formosos frescos, a Sala China e a Sala dos Espelhos, entre outros. Nesta ssals intervieram pintores como Amiconi, Bayeu e Giordano.

## A Casa do Lavrador

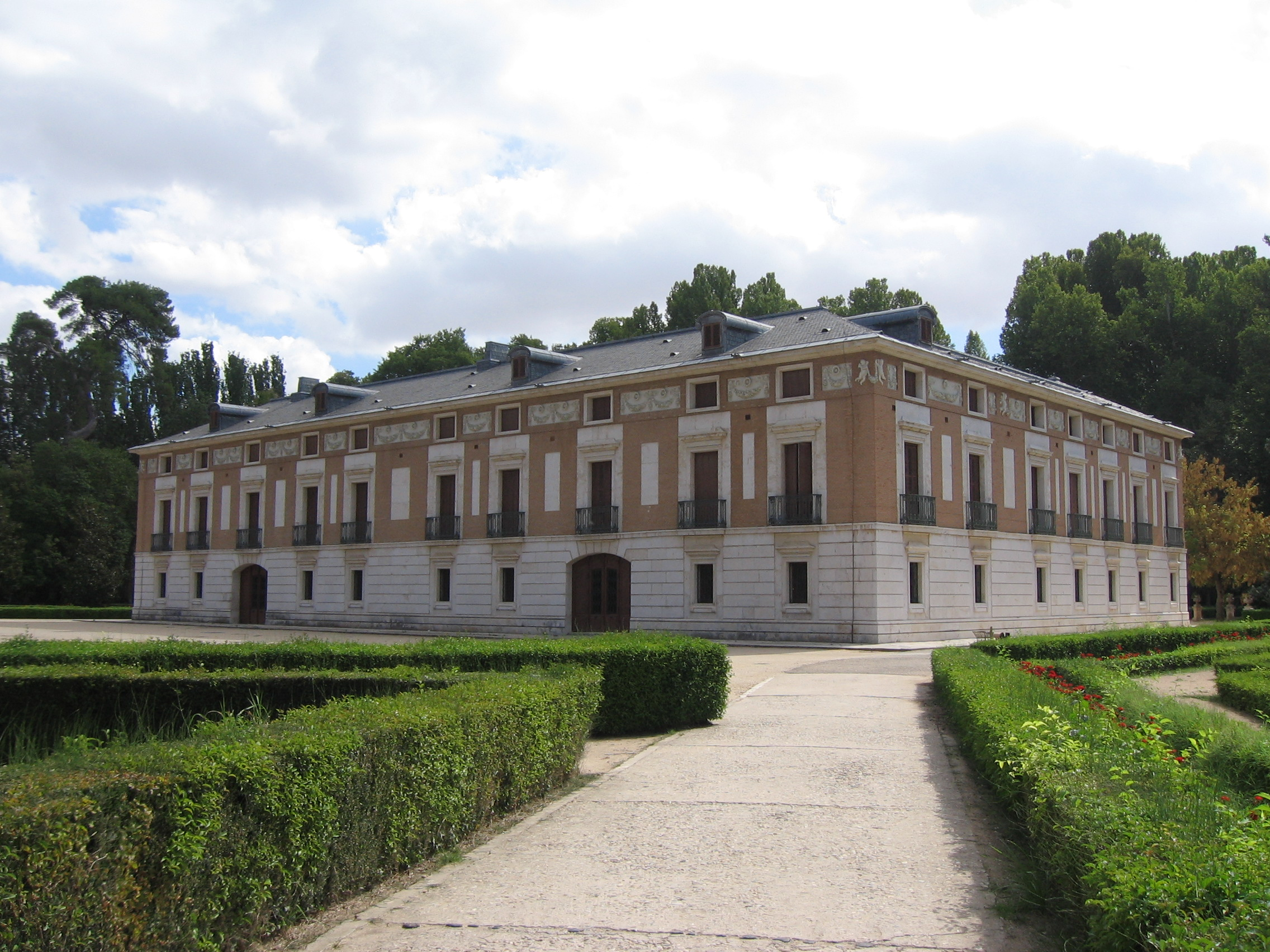
A Casa do Lavrador, no Jardim do Príncipe.

No interior do parque situa-se um pavilhão conhecido como Casa do Lavrador, a qual faz parte do Jardim do Príncipe.
As obras para a construção deste edifício tiveram início em 1791, por ordem do rei Carlos IV, sendo o resultado de vários períodos construtivos. Na sua construção intervieram Juan de Villanueva e Isidro González Velázquez (durante o reinado de Carlos IV). É um verdadeiro milagre que esta construção tenha chegado intacta até à actualidade, pois é realmente frágil devido a uma cimentação insuficiente, a uma má fixação entre os acrescentos sucessivos e à utilização de materiais de baixa qualidade na sua decoração. De facto, a construção esteve em perigo por várias ocasiões, pelo que durante todo o século XX foi submetida a importantes obras de restauro. Desse modo, o conjunto da obra é um verdadeiro tesouro das artes decorativas em estilo império, parecendo irreal pela sua beleza, ao mesmo tempo frágil e efémera.
A decoração interior deve-se fundamentalmente a Dugourc. Entre as suas salas merecem destaque a escadaria principal decorada com profusão de mármores, o Gabinete de Platina, a Sala Corina e a Sala de Bilhar, entre outras.

## Jardins

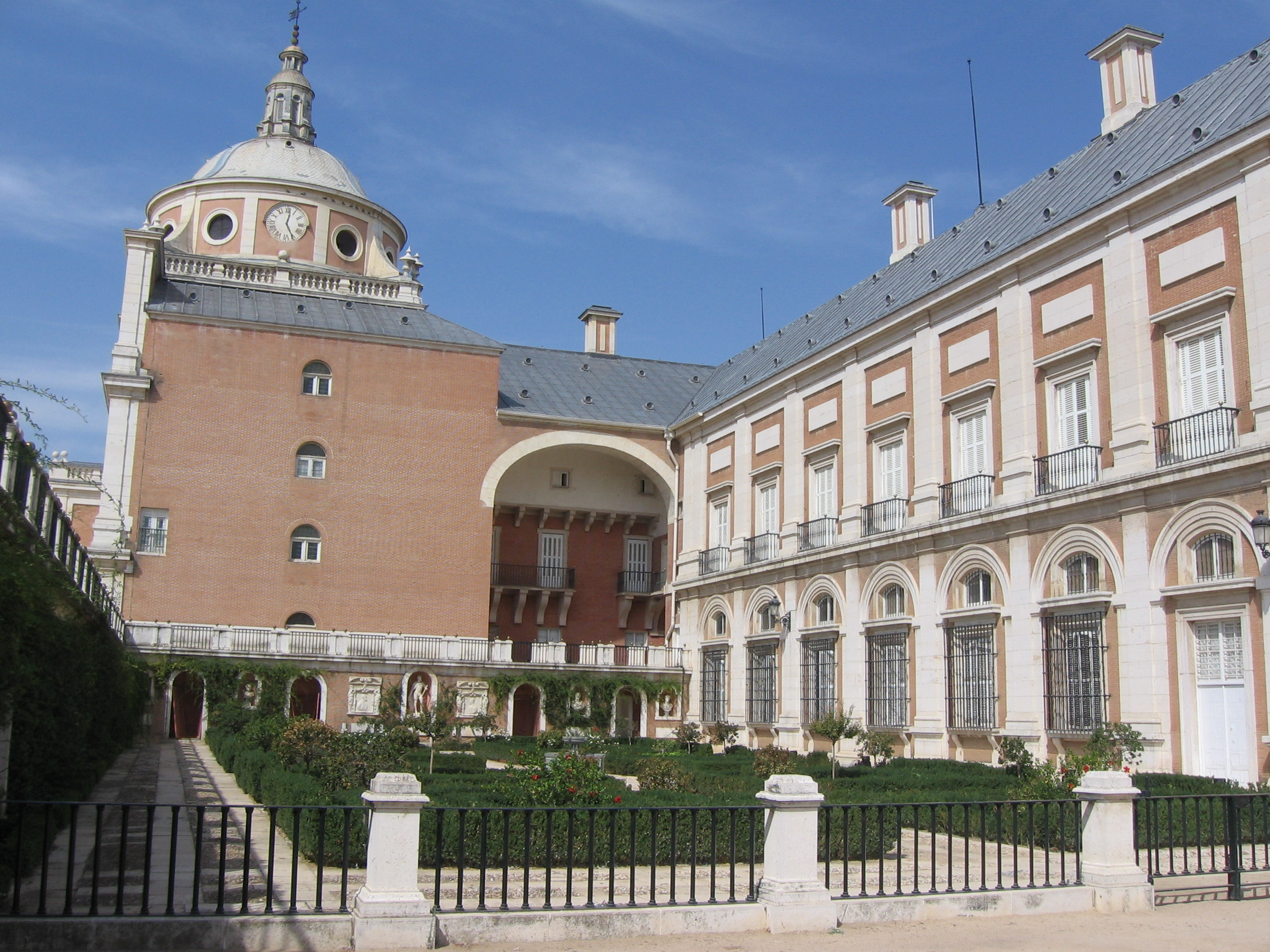
O jardim do Rei no complexo do Palácio Real de Aranjuez.

Uma das jóias do complexo são os seus imensos jardins (da ilha, do príncipe, do rei...), construídos para exaltar a residência real na árida e seca meseta do centro de Espanha, os quais são cercados pelas tranquilas águas do Tejo e regados por este rio e pelo Jarama. São os jardins mais importantes do periodo dos Habsburgo em Espanha. Nas águas do Tejo, em Aranjuez, navegavan as falúas Reais, umas pequenas embarcações refinadamente decoradas, nas quais se deslocavam o rei e a sua Corte, enquanto o famoso cantor castrado Farinelli os deleitava com a sua arte.
Os jardins alcançaram renome singular graças ao Concerto de Aranjuez, de Joaquín Rodrigo, considerada a composição musical espanhola mais escutada no mundo.